# حسان كشاش
حسان كشاش هو ممثل جزائري، طبيب وله دراسات في مجال الإعلام، كان أول ظهور له مع المخرج أحمد راشدي في فيلم «كانت الحرب» سنة 1993. عرف أكثر في فيلم مصطفى بن بولعيد، والذي حاز عنه على جائزة أفضل ممثل في المهرجان الدولي للسينما بوهران سنة 2009.

## سيرته
درس الطب ومارسه لفترة، دخل صدفة عملية إعداد فيلم «كانت الحرب» تحت إشراف المخرج أحمد راشدي، وفي الكاستينغ سأله راشدي: «أنت طبيب هل تستطيع تقمص الدور؟» فأجابه: «هناك قواسم مشتركة بين الطب والتمثيل، الأول يهتم بمعالجة الجسم، والثاني يتعامل مع الروح ويعالج النفس والعقل والقضية المشتركة بينهما: الإنسان»، ضحك المخرج ووافق على مشاركته في «طاقم العمل» ثم أسند له أول دور في حياته في «كانت الحرب»، تعامل بعد ذلك مع المخرج محمد الشويخ في فيلم «العرش»، بعدها تفرغ تماما للتمثيل.

## أعمال

### السينما
| سينما | سينما               | سينما           | سينما                                                |
| السنة | العنوان             | الدور           | تفاصيل                                               |
| ----- | ------------------- | --------------- | ---------------------------------------------------- |
| 1993  | كانت الحرب          |                 | جائزة FIPA d'or، عام 1994.                           |
| 2008  | مصطفى بن بولعيد     | مصطفى بن بولعيد | جائزة أفضل ممثل - مهرجان الفيلم العربي بوهران، 2009. |
| 2010  | النخيل الجريح       |                 | جائزة أفضل فيلم - مهرجان الفيلم العربي بوهران، 2010. |
| 2015  | لطفي                | فرحات عباس      | سيرة ذاتية.                                          |
| 2017  | أسوار القلعة السبعة | الثابتي         |                                                      |
| 2017  | في انتظار الوقت     | دحمان           | رشح في مسابقة «نظرة ما» بمهرجان كان السينمائي.       |

### التلفاز
| تلفاز | تلفاز       | تلفاز        | تلفاز  |
| السنة | العنوان     | الدور        | تفاصيل |
| ----- | ----------- | ------------ | ------ |
| 2009  | عيسات ايدير |              | حربي   |
| 2017  | الخاوة      | حسان مصطفاوي | دراما  |
| 2019  | مشاعر       | الطاهر       | دراما  |
| 2024  | دموع لولية  | فريد         | دراما  |
| 2025  | الأرض       |              | دراما  |

## روابط خارجية
- حسان كشاش على موقع IMDb (الإنجليزية)
- حسان كشاش على موقع قاعدة بيانات الأفلام العربية
- حسان كشاش على موقع ألو سيني (الفرنسية)
- Hassan Kachach  على قاعدة بيانات الأفلام على الإنترنت.